# 마이크로소프트 비지오
마이크로소프트 비지오(Microsoft Visio)는 마이크로소프트 윈도우에서 그림이나 도표를 그리는 소프트웨어다. 벡터 그래픽을 사용하여 그림을 그려내기 때문에 그림을 확대해도 깨지거나 손상될 우려가 없다. 2007 스탠더드/프로페셔널 에디션은 같은 인터페이스를 공유하고 있지만 프로페셔널 에디션이 더 많은 템플릿이 추가되어 더욱 고급의 그림/도표 및 레이아웃을 표현할 수 있다. 또, 그림/도표를 수많은 자료 소스에 연결하기 쉬운 기능과 정보를 그래픽으로 보여주는 기능이 추가되어 있다.
마이크로소프트사는 비지오 코퍼레이션(Visio Corporation)을 2000년에 인수한 바 있다. 윈도우 전용이며 오피스 제품군에 끼워넣지 않고 단품으로만 판다.

## 버전
- 1.0 (스탠더드, 라이트, 홈)
- 2.0
- 3.0
- 4.0 (스탠더드, 테크니컬)
- 4.1 (스탠더드, 테크니컬)
- 4.5 (스탠더드, 프로페셔널, 테크니컬)
- 5.0 (스탠더드, 프로페셔널, 테크니컬)
- 2000 (6.0; 스탠더드, 프로페셔널, 엔터프라이즈)
- 2002 (10.0; 스탠더드, 프로페셔널, 엔터프라이즈 아키텍트)
- 2003 (11.0; 스탠더드, 프로페셔널, 엔터프라이즈 아키텍트)
- 2007 (12.0; 스탠더드, 프로페셔널, 엔터프라이즈 아키텍트)
- 2010 (14.0; 스탠더드, 프로페셔널, 프리미엄)
- 2013 (15.0)

## 파일 형식
- VSD - 도표/그림
- VSS - 도형 (원래 형판)
- VST - 템플릿
- vdx
- vsx
- vtx

## 같이 보기
- 콘셉트 맵
- 다이어그램
- 순서도